# Torkaman (shahrestan)
Torkaman (persiska: شهرستان تركمن, Shahrestān-e Torkaman, تركمن) är en shahrestan, delprovins, i Iran.   Den ligger i provinsen Golestan, i den norra delen av landet, 280 km nordost om huvudstaden Teheran. Administrativt centrum är staden Bandar-e Torkaman.
Delprovinsen hade 79 978 invånare 2016.